# Claude Guibal
Pour les articles homonymes, voir Guibal.
Claude Guibal, née en 1973 à Montpellier, est une journaliste et auteure française, spécialiste des zones de conflit, du Moyen-Orient et des questions liées à l'islam radical, et des questions de géopolitique . Longtemps basée en Égypte, elle est désormais grand reporter à la Rédaction internationale de Radio France. 

## Biographie
Diplômée de l'École supérieure de journalisme de Lille en 1996 (70e promotion), elle s'installe en Égypte en 1997. Collaborant avec de nombreux médias francophones, écrits et audiovisuels, elle a été notamment la correspondante au Caire de Libération, de l'Obs et de toutes les antennes de Radio France jusqu'en 2012. Elle a effectué de nombreux reportages au Proche et Moyen-Orient (Égypte, Jordanie, Bahreïn, Liban, Arabie saoudite, Territoires palestiniens, Iran, Syrie, etc.) et en Afrique (Soudan, Djibouti, République centrafricaine, Kenya, ou République Démocratique du Congo etc.). 
A l'origine spécialiste du Moyen-Orient et des questions liées à l'islam radical, elle a couvert les printemps arabes notamment en Égypte et en Syrie, elle a progressivement élargi ses compétences en géopolitique à l'Afrique, aux Etats-Unis. Elle effectue fréquemment des reportages en zone de guerre, au Proche-Orient, en Afrique ou en Ukraine.
Elle a enseigné le journalisme à la filière francophone de journalisme de l'université du Caire et à la filière francophone de journalisme de l'université libanaise, à Beyrouth.
Revenue en France en 2012, elle est depuis grand reporter à Radio France, d'abord à France Culture dont elle a dirigé le service international jusqu'en 2015, puis à France Inter, au service étranger. Elle travaille actuellement à la Rédaction Internationale de Radio-France.
À l'été 2015, la traduction arabe de son livre L'Égypte de Tahrir, co-écrit avec le journaliste Tangi Salaün, crée la polémique en Égypte. Le livre est retiré de la vente, après qu'un animateur de talk-show l'a accusé de porter atteinte à l'image des services de sécurité du pays,.

## Distinctions
Claude Guibal a reçu le Prix de la Presse diplomatique en 2011 pour sa couverture des printemps arabes.
En 2020, elle reçoit le Prix Christophe de Ponfilly de la SCAM qui distingue le courage, le sens moral et la ténacité des grands reporters. 

## Publications
- Islamistan, Éditions Stock, 2016
- L'Égypte de Tahrir, anatomie d'une révolution (avec Tangi Salaün), Seuil, 2011  (ISBN 978-2-02-103938-2).
- Ma liberté de danser (témoignage co-écrit avec Dina Talaat), Michel Lafon, 2011  (ISBN 9782749913629).